# ガーナの国旗
ガーナの国旗（ -こっき）は、1957年の独立の際に制定された。
一時、1964年1月1日から1966年2月28日にかけては、別のデザインのものが使われたが、元のデザインに戻された。製作者はテオドシア・オコンである。汎アフリカ色の三色を使用しており、赤は独立の為に流された血を、黄は国の鉱物資源と富を、緑は森林と自然の恩恵を、中央の黒色の星はアフリカの自由を象徴している。

?民間用海上旗
?軍艦旗
空軍旗
民間航空機向け

## 歴史的な旗

アシャンティ王国の旗
イギリス領ゴールドコーストの旗（1877年から1957年）
独立時の国旗（1957年から1958年まで）
アフリカ諸国連合の国旗（1958年から1961年まで）
アフリカ諸国連合の国旗（1961年から1962年まで）
1962年から1964年までの国旗
1964年から1966年までの国旗